# Retroflex

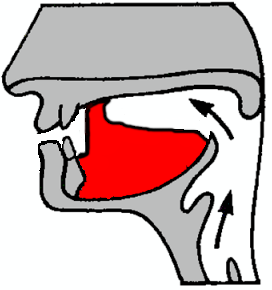
Sub-apicaal retroflex ploffend

Retroflex of cerebraal is de vorming van een klank door de tongpunt verticaal omhoog in contact met het verhemelte te houden (Lat. retro = terug, flex = buiging). Afhankelijk van de druk waarmee dit wordt gedaan, van de bijkomende kromming van de tong en van de mate van doorlaten van lucht, zal de geproduceerde klank dan gaan van de getongde nasale /ṭ/ /ṭh/ /ḍ/ /ḍh/ over /ṇ/ /ṛ/ /ṝ/ /ḷ/ /ḹ/ naar /ṣ/. In het Sanskriet wordt retroflex voor een reeks palatale klanken gebruikt die in het Nederlands en in de meeste Indo-Europese talen tamelijk onbekend overkomen of in onbruik zijn geraakt. 
Soorten medeklinkers: nasaal · bilabiaal · labiaal · dentaal · labiodentaal · alveolaar · palataal · retroflex · velaar · laryngaal · gutturaal
Deze pagina bevat fonetische informatie in het IPA, die in sommige browsers mogelijk niet correct wordt weergegeven.
Waar symbolen in paren voorkomen, vertegenwoordigt het rechter teken een stemhebbende medeklinker. Gearceerde gebieden bevatten medeklinkers die worden beschouwd als onuitspreekbaar.
Zie ook: IPA, Klinkers